# او چانگ-ران
او چانگ-ران (انگلیسی: O Chang-ran؛ زادهٔ ۵ سپتامبر ۱۹۹۱) بازیکن فوتبال زن اهل کره شمالی است.
وی همچنین در تیم ملی فوتبال زنان کره شمالی بازی کرده است.